# Monstera subpinnata
Monstera subpinnata — це вид квіткової рослини, що походить із Болівії, Перу, Еквадору та Колумбії. Росте як епіфіт. Рослина найбільш відома своїми перистими листками, які є незвичайними для роду Монстера. Висота цього виду може досягати 12 м, а листя сягають 40 см завдовжки і 30 см ушир.